# 醋氨苯酸
醋氨苯酸（或称为4-乙酰氨基苯甲酸，4-acetamidobenzoic，或N-乙酰对氨基苯甲酸，N-acetyl-PABA）是一种有机化合物，化学式C9H9NO3，可看作对氨基苯甲酸（PABA）的乙酰基衍生物。